# Karlov (powiat Zdziar nad Sazawą)
Karlov – miejscowość i gmina (obec) w Czechach, w kraju Wysoczyna, w powiecie Zdziar nad Sazawą. W 2022 roku liczyła 112 mieszkańców.